# Michał Kłopski
Michał Kłopski (zm. 11 stycznia 1453 lub 1456) – święty mnich prawosławny.
Pochodził z rodu Dymitra Dońskiego. Porzucił jednak swoją rodzinę, pragnąc zostać mnichem i jurodiwym, po czym osiedlił się w Monasterze Kłopskim w pobliżu Nowogrodu Wielkiego, ukrywając swoją tożsamość. Zakonnicy poznali ją dopiero w 1419, gdy w czasie Świętej Liturgii czytającego mnicha Michała rozpoznał jego krewny Konstantyn.
W monasterze przeżył 44 lata, prowadząc surowe życie ascetyczne i będąc w tym zakresie przykładem dla innych zakonników. Miał zyskać dary przepowiadania przyszłości i uzdrawiania. Wśród wywołanych przez niego nadzwyczajnych wydarzeń miało być uratowanie Nowogrodu przed suszą oraz rozmnażanie chleba, którym mnisi Monasteru Kłopskiego karmili najuboższych mieszkańców miasta.
Zmarł 11 stycznia 1453 lub 1456. Przewidując własną śmierć, w ostatnich dniach życia, zamiast chodzić na nabożeństwa do cerkwi, modlił się jedynie przy grobie zmarłego wcześniej ihumena Teodozjusza.